# Fernando H. Guzmán
Fernando H. Guzmán (Santa Cruz de Tenerife, 30 de mayo de 1946 – 2 de abril de 1996) fue un escritor, dramaturgo y cineasta español. Su trayectoria artística abarcó el teatro, la poesía, la narrativa y el cine, destacándose por su compromiso con la reflexión social y existencial a través de sus obras.

## Biografía
Realizó estudios de perito mercantil en la Escuela de Comercio de Santa Cruz de Tenerife. En 1975 aprobó las oposiciones a la Administración de la Seguridad Social, donde trabajó hasta 1991, año en el que solicitó una excedencia para dedicarse plenamente a su carrera artística.

## Trayectoria artística
En 1966 inició su carrera como dramaturgo y llegó a escribir quince obras de teatro entre las más destacadas se encuentran:
- Llanto por Federico García Lorca, estrenada por el Grupo de Teatro de Cámara del Círculo de Bellas Artes y publicada en 1982, con la que obtuvo el 2º Premio de Teatro Ángel Guimerá.
- La islita, premiada y publicada por la Asociación Española de Teatro Infantil y Juvenil (AETIJ), además de ser representada en diversas ocasiones.
- La última función, ganadora del 1º Premio en el Certamen de Monólogos del Ayuntamiento de Santa Cruz de Tenerife y representada en el Teatro del Círculo de Amistad XII de Enero.
- La última noche de William Shakespeare, publicada por el Aula de Cultura del Cabildo Insular de Tenerife y galardonada con el Premio de Teatro de Autor.

En marzo de 1968, con apenas 22 años, fundó la productora Neoguanche Films con el objetivo de fomentar la producción cinematográfica en el archipiélago y canalizar sus inquietudes culturales y artísticas.
Ese mismo año comenzó a escribir poesía, llegando a ser autor de diez poemarios, además de narraciones, cuentos y artículos periodísticos, con los que recibió diversos premios locales y regionales. También en 1968 realizó su primer montaje teatral como director con Diario de un loco, de Daniel Bohr, al que le siguieron otras siete producciones, algunas de ellas galardonadas en distintos certámenes.
Todas las obras que dirigió y representó se caracterizaron por su enfoque existencial, social y reflexivo sobre la condición humana. Su interés por la creatividad abarcó diversas disciplinas, incluido el cine. En 1967 inició su trayectoria cinematográfica, llegando a realizar un total de once cortometrajes.
En 1978 dirigió su primer largometraje Isla somos, que fue seleccionada para la Mostra de Cinema del Mediterráneo y la XV Muestra Cinematográfica del Atlántico. Según sus propias palabras: 

«Este largometraje significa un punto de partida, el comienzo de un futuro hacia el que los canarios debemos dirigirnos, tratando de superar un pasado con sus consiguientes limitaciones pero que debe servir de base para hacer posible esa hipotética necesidad de “traspasar las fronteras” de las islas y de nosotros mismos. En definitiva una lucha contra el silencio»
Fernando H. Guzmán

Isla somos ha sido reconocido como el primer largometraje del cine canario y forma parte de una trilogía que comenzó con Isla soy e Isla eres, producidas anteriormente.
En 1983 dirigió su segundo largometraje Españolito que vienes al mundo, que fue seleccionado para la XXVIII Semana Internacional de Cine de Valladolid (SEMINCI). 
En 1991, el Cabildo Insular de Tenerife crea la Compañía Insular de Teatro, bajo la dirección de Fernando H. Guzmán. Paralelamente, se impulsó la creación de once escuelas municipales de teatro en la isla, así como ciclos de teatro escolar y representaciones teatrales. El objetivo era consolidar el teatro como expresión artística, impulsar su reconocimiento cultural y promover su continuidad como herramienta de desarrollo personal y profesional para sus participantes.
La primera obra de la  Compañía, Cristóbal Colón, de Alberto Miralles, se estrenó el 10 de mayo de 1991, en el Teatro Guimerá de Santa Cruz de Tenerife, con montaje y dirección de Fernando H. Guzmán. La representación recibió una excelente acogida por parte del público. 
En mayo de 1993, la Compañía, nuevamente bajo la dirección y montaje de Fernando H. Guzmán, estrenó Marat-Sade, obra de Peter Weis, logrando un notable éxito. 

«Una obra teatral debe ser testimonio o reflexión sobre el hombre y sus sentimientos, en eso radica la intemporalidad y universalidad del teatro y los autores que lo han hecho posible.»
Fernando H. Guzmán

La Compañía Insular de Teatro se disolvió sin perspectivas de continuidad, a pesar de ser un ambicioso proyecto cultural que había contado con una amplia acogida. Su labor no solo acercaba el arte y la cultura a la ciudadanía, sino que también proporcionaba oportunidades laborales a actores y técnicos.
Fernando H. Guzmán continuó escribiendo y dirigiendo cine, convencido de que el arte y la cultura son medios esenciales para conectar a las personas entre sí y con su entorno, fomentando el autoconocimiento y la comprensión mutua.
En 1994 dirigió su tercer largometraje, Donde el cielo termina, y en 1996 realizó En algún lugar del viento, el último largometraje que dirigió antes de su fallecimiento. 

«Es difícil desentrañar las razones por las que uno toma la decisión de elegir una forma de expresión artística. Supongo que son secretos casi freudianos los que habría que sacar a la luz para descubrir las verdaderas motivaciones. En mi caso concreto, desde muy joven tuve claro que el teatro y el cine eran los medios con los que me sentía identificado, y en los cuales encontrada una prolongación de mi captación poética de la vida y el arte.»
Fernando H. Guzmán

## Reconomientos y homenajes
En abril del año 2000, el Ayuntamiento de Santa Cruz de Tenerife inauguró en su honor una placa de altorrelieve, ubicaba en la calle peatonal situada entre la Sala de Arte La Recova y el Teatro Guimerá. Asimismo, le concedió una calle con su nombre en la Urbanización Anaga, un barrio de la ciudad. 